# Cadulus transitorius
Cadulus transitorius är en blötdjursart som beskrevs av Henderson 1920. Cadulus transitorius ingår i släktet Cadulus och familjen Gadilidae. Inga underarter finns listade i Catalogue of Life.